# Llonín
Llonín – jaskinia położona w gminie Peñamellera Alta w hiszpańskiej prowincji autonomicznej Asturia. Stanowisko sztuki prehistorycznej.
Jaskinia została odkryta w 1957 przez zajmujących się produkcją sera braci Monje, którzy wykorzystywali ją następnie jako spiżarnię na swoje produkty. Chociaż zauważyli pokrywające ściany prehistoryczne malowidła i ryty, utrzymywali swoje znalezisko w tajemnicy do 1971 roku, kiedy to udostępnili wnętrze jaskini speleologowi Manuelowi Santos. Ten powiadomił o jej istnieniu archeologa Magína Berenguera Alonso, który rozpoczął prace wykopaliskowe.
Jaskinia położona jest w południowej części łańcucha Sierra de la Cuera, na północnym brzegu rzeki Cares. Wybiegające w kierunku wschodnim wejście ma 7 m głębokości i 5 m szerokości. Dawniej istniało także drugie wejście, obecnie zawalone. Jaskinia posiada dwie komnaty z bogatą szatą naciekową. W trakcie badań stratygraficznych odsłonięto poziomy związane z kulturami mustierską, grawecką, solutrejską, magdaleńską i azylską, zawierające liczne artefakty kościane, niektóre ozdobione rytami. Ściany ozdobione są wykonanymi czerwoną i czarną farbą malowidłami oraz rytami. Przedstawiają one znaki abstrakcyjne, odciski palców oraz wizerunki zwierząt, m.in. jeleni, kóz, koni, żubrów. Datuje się je na okres kultur solutrejskiej i magdaleńskiej.
Jaskinia jest zamknięta dla turystów. Jej wierną kopię można oglądać w parku archeologicznym w Teverdze.